# Gina Valentina
Gina Valentina, née Victoria Celeste Carvalho le 18 février 1997, à Rio de Janeiro, est une actrice pornographique brésilo-américaine.

## Biographie
Gina Valentina est née le 18 février 1997 dans la ville de Río de Janeiro, au Brésil. À ses 18 ans, elle décide d'entrer dans le cinéma pornographique.
Elle a travaillé pour des studios de divertissement pour adulte comme Brazzers, Reality Junkies, New Sensations, Digital Sin, Lethal Hardcore, Evil Angel, Forbidden Fruits Films, Devil's Films, Filly Films, Wicked, Bang Bros, 3rd Degree o Girlfriends Films.
En 2017, elle décroche une nomination aux AVN et XBIZ Awards dans la catégorie Meilleure révélation. Cette année là, elle sera aussi nommée quatre fois aux AVN Awards, dans les catégories Meilleure scène lesbienne pour Lesbian Border Crossings, Meilleure scène de sexe teens pour Teen Sex Dolls 2 et Meilleure scène en réalité virtuelle pour Tailgate Tag Team.
En août 2017, elle est élue Penthouse Pets par le magazine pour adulte Penthouse.
Elle est apparue dans plus de 500 films pornographiques.
Elle pratique sa première sodomie à l'écran le 29 septembre 2017 dans Anal Savages 3 avec Manuel Ferrara.
Les scènes les plus connues de sa filmographie sont : son Barefoot Confidential 90, Corrupt School Girls 13, Cute Little Babysitter 6, Disciplined Teens 3, Little Princess, My Sister Swallows 2, Seduced By Mommy 13, Toni's Fucklist 2 o Young Tight Sluts 2.

## Filmographie sélective
- 2015 : Little Princess
- 2015 : My First Training Bra
- 2016 : Pussy Eaters and Finger Bangers
- 2016 : Women Seeking Women 133
- 2017 : Women Seeking Women 140
- 2017 : Women Seeking Women 143
- 2018 : Women Seeking Women 158
- 2018 : Strap-on Anal 2
- 2021 : Pleasure